# Sonic the Hedgehog Spinball
Sonic the Hedgehog Spinball (ook bekend als Sonic Spinball; Japans:ソニック・スピンボール) is een avontuurlijk flipperkastspel uit de Sonic the Hedgehog-serie. Het spel werd oorspronkelijk uitgebracht voor de Sega Mega Drive/Genesis in 1993, en later overgezet naar de Game Gear. Het spel is ook uitgebracht voor de Master System. De Mega Drive/Genesis-versie werd in 2007 ook uitgebracht voor de Wii.
De naam van het spel is een woordspeling op Sonics bekende aanval waarbij hij zich oprolt en ronddraait. Het is het enige spel waarin personages uit de series Sonic the Hedgehog en Adventures of Sonic the Hedgehog cameo’s hebben.

## Verhaallijn
Dr. Robotnik heeft Mt. Mobius veroverd, en er een mechanische basis van gemaakt. Met energie van de magma die door de vulkaan stroomt kan deze basis (de Veg-O-Fortress) dieren veranderen in robotslaven voor Robontik. Sonic en Tails vallen het fort aan, maar Sonic wordt van het vliegtuig geschoten. Hij valt in het water, maar wordt gered en naar de ondergrondse levels van de Veg-O-Fortress gebracht.
Binnen ontdekt Sonic dat het fort alleen van binnen naar buiten kan worden vernietigd. Hiervoor moet hij een vulkaanuitbarsting zien op te wekken. Robotnik houdt de vulkaan onder controle met behulp van de chaosdiamanten, dus Sonic moet deze zien op te sporen. Robotnik is zich bewust van Sonics plan en heeft een flipperkastachtig verdedigingssysteem opgezet om Sonic tegen te houden.

## Gameplay
Sonic Spinball is in feite een voortzetting van de flipperkastlevels die te zien waren in de Spring Yard Zone in Sonic the Hedgehog. Het spel bevat vier grote flipperkasten: een rioollevel, een aardwarmtecentrale, een robotfabriek en een lanceerplatform. De speler moet Sonic door elk van de levels loodsen en daarbij alle Chaosdiamanten verzamelen.
Het grootste verschil tussen dit spel en een normale flipperkast is dat men de “bal” (Sonic) kan besturen. Soms moet Sonic ook stukjes lopen, maar het grootste deel van de tijd is hij opgerold tot een bal.

## Levels

### Zones
- Toxic Caves: Sonic belandt in een riool waar Robotnik zijn giftige afval stort. Hier zijn drie chaosdiamanten te vinden. Ze kunnen worden gepakt door verschillende knoppen om te zetten.
- Lava Powerhouse: Sonic betreedt een krachtcentrale die magma gebruikt voor energie. Hier zijn ook drie diamanten.
- The Machine: hier zijn vijf diamanten. Sonic kan er ook een gevangenis vinden vol dieren.
- Showdown: Sonic moet vijf diamanten vinden en de top bereiken van de lanceerbasis. Daar moet hij Robotnik zelf verslaan.

### Speciale levels
Aan het eind van elk van de eerste drie zones kan Sonic een bonuslevel spelen. Deze bonuslevels zijn opgebouwd zoals een echte flipperkast. De speler krijgt drie ballen om zo veel mogelijk punten mee te scoren. In deze flipperkast kan de bal niet worden bestuurd, en komt het puur op de flippers aan om de bal in het spel te houden.
De bonuslevels zijn optioneel en dienen enkel om de score van de speler te vergroten. De levels zijn:
- Trapped Alive: hierin moet de speler alle robotmachines vernietigen en de dieren die erin zitten bevrijden.
- Robo Smile: een grijnzend hoofd van Robotnik beweegt zich heen en weer over het scherm. De speler moet met de bal alle tanden van dit gezicht kapotschieten.
- The March: gelijk aan Trapped Alive.

Als de speler alle ringen in een level verzamelt, komt er een vierde bonuslevel beschikbaar genaamd The Clucker’s Defense.

## Platforms
| Jaar | Platform                   |
| ---- | -------------------------- |
| 1993 | Game Gear, Sega Mega Drive |
| 1994 | SEGA Master System         |
| 2007 | Wii Virtual Console        |
| 2010 | Windows, iPhone            |

## Ontvangst
| Beoordeeld door                | Platform        | Datum           | Score |
| ------------------------------ | --------------- | --------------- | ----- |
| ASM (Aktueller Software Markt) | Sega Mega Drive | februari 1994   | 92%   |
| Power Unlimited                | Sega Mega Drive | februari 1994   | 87%   |
| GamePro (VS)                   | Sega Mega Drive | november 1993   | 87%   |
| Power Play                     | Sega Mega Drive | december 1993   | 80%   |
| Jeuxvideo.com                  | Sega Mega Drive | 29 januari 2010 | 75%   |
| Sega Force                     | Sega Mega Drive | januari 1994    | 72%   |
| GamePro (VS)                   | Game Gear       | september 1994  | 70%   |
| Gamereactor (Zweden)           | iPhone          | 11 januari 2011 | 70%   |
| Portable Review                | Game Gear       | 31 juli 2007    | 55%   |
| Eurogamer.net (GB)             | Wii             | 18 mei 2007     | 40%   |